# Новая волна (фантастика)
Новая волна (англ. New Wave) — направление в научной фантастике США и Великобритании, возникшее в 1960-е годы.

## Происхождение названия
Название «новая волна» первоначально служило для обозначения направления во французском кинематографе, характеризующегося новаторством и стилевыми экспериментами. Применительно к фантастической литературе первым термин «новая волна» использовал Кристофер Прист:65.

## История
Среди предшественников «новой волны» выделяются такие авторы американской научной фантастики, как Рэй Брэдбери, Альфред Бестер, Теодор Старджон, Фриц Лейбер.
К началу 1960-х годов темы фантастики «Золотого века» были в значительной степени исчерпаны, некоторые старые авторы прекратили литературную деятельность, появилась масса коммерческой фантастической литературы с предсказуемыми, однообразными сюжетами, не содержащей новых идей, фантастика воспринималась в обществе как преимущественно подростковая литература, стоящая ниже литературного «мейнстрима». Всё это вызвало у многих начинающих авторов попытки расширить рамки жанра и преодолеть сложившиеся стереотипы; так было положено начало «новой волне». Большинство авторов «новой волны» пришло в литературу до возникновения этого направления, но они либо работали в жанре «большой литературы», либо писали ничем не выделяющуюся «традиционную» научную фантастику.
Пик «новой волны» пришёлся на период 1964—1971 годов, когда Майкл Муркок был редактором журнала «Новые миры» (англ. New Worlds), в котором публиковалось большинство представителей британской «новой волны». Номер этого журнала за май – июнь 1964 года содержал на первой полосе статью «Новая литература космической эры» — своеобразный манифест «новой волны», в котором М. Муркок призывал к открытию новых, передовых дискурсов и стилистических приёмов, чтобы описать передовые технологии космической эпохи:65.
Представители «новой волны» заявляли, что фантастику следует писать по-новому, применяя поток сознания и другие приёмы модернистов начала XX века, и настаивали, что «фантастика должна стать литературой». Они активно прибегали к экспериментам со словом и со стилем.
Характерные особенности «новой волны»:
- Фантастика «новой волны» ближе к «мягкой» научной фантастике, чем к «твёрдой», ведущая роль отводится не описанию научных открытий и техники, а их влиянию на жизнь человека[1]:65, психологическим, социальным проблемам и человеческим взаимоотношениям.
- Акцент на психологизме, преобладание настроения или характеров персонажей над «идеей»[1]:65.
- Обращение к исследованию сложностей и проблем жизни людей XX века[1]:65.
- Отсутствие чётких жанровых рамок, научная фантастика всё больше сближается с фэнтези и «большой литературой», новаторство и стилистические эксперименты.
- Отсутствие запретных тем, активное проникновение в научную фантастику тем секса, наркотиков, рок-н-ролла, насилия, мистики и так далее.
- Сомнение в неограниченных возможностях человеческого разума, науки и техники, а также в том, что разумные существа непременно должны быть добрыми.

В 1970-е годы «новая волна» сходит на нет:66, отчасти растворившись в фантастическом мейнстриме, расширив его границы и обогатив его новыми идеями; одновременно в 1970—1980-е годы происходит возрождение более традиционных жанров, таких как «твёрдая» научная фантастика и космическая опера (Ларри Нивен, Грег Бир, Дэвид Брин). Некоторые представители «новой волны» отходят от неё или вообще прекращают литературную деятельность, другие продолжают писать, но их популярность значительно снижается. Тем не менее существенное влияние «новой волны» испытали многие более поздние авторы, в частности представители зародившегося в 1980-е годы киберпанка.
В СССР произведения авторов «новой волны» почти не издавались, только в 1990-е годы наиболее известные произведения этого жанра были переведены на русский язык и изданы, но знакомство русскоязычного читателя с «новой волной» всё ещё остаётся неполным.

## Типичные представители

### Великобритания
- Майкл Муркок[1]:65
- Джеймс Баллард[1]:65
- Брайан Олдисс[1]:65
- Джон Браннер[1]:65
- Кристофер Прист[1]:65

### США
- Роджер Желязны[1]:65
- Томас М. Диш
- Сэмюэл Дилэни
- Харлан Эллисон

## Авторы, иногда считающиеся представителями «новой волны» или примыкающими к ней
- Уильям Берроуз
- Урсула Ле Гуин
- Джо Холдеман
- Филип Фармер
- Джин Вулф
- Роберт Силверберг
- Филип К. Дик